# Laura & The Lovers
Laura & The Lovers är en litauisk popgrupp med Laura Čepukaite som frontperson. Övriga medlemmar är Donatas Paulauskas, Martynas Lukoševičius och Audrius Piragis.

## Eurovision Song Contest
Gruppen representerade Litauen i semifinalen av Eurovision Song Contest 2005 i Kiev, Ukraina, med bidraget Little by Little. Låten var skriven av svenskarna Bobby Ljunggren och Billy Butt. I kören stod då Sonja Aldén. De hade startnummer två och slutade kvällen med endast 17 poäng och kom sist (25:e plats).